# 岩槻城
岩槻城（日语：／ Iwatsukijō）是武藏國埼玉郡岩槻（現埼玉縣埼玉市岩槻區）曾經存在的一座平城，是岩槻藩的藩廳。城池在江戶時代以前亦曾經被標記為岩付城，現在是埼玉縣指定史跡。

## 歷史

### 室町時代
按《鎌倉大草紙》記載，為了對抗身處古河城的古河公方足利成氏，扇谷上杉家的家督上杉持朝與其家臣太田道真和太田道灌父子在長祿元年（1457年）建造了岩槻城、江戶城和河越城。然而，亦有說法指城池是在文明10年（1478年）由隸屬古河公方勢力的忍城主成田顯泰的父親成田自耕齋正等建成的，近年的歷史考究亦趨向認同築城的是成田氏，對此亦有意見認為「正等」並非指成田正等，而是法名正等的太田道真，而「顯泰」亦非成田顯泰，而是長尾忠景的第三子，後來成為太田道真的養子，直至目前城池由誰建造仍然未有定論。
有些說法則認為城池是由古河公方的奉公眾澀江氏在永正7年（1509年）興建的。

### 戰國時代
大永2年（1522年），隨著扇谷上杉氏和山內上杉氏對立，關東地方亦陷入戰亂之中。同年，太田資賴攻下岩槻城，並且以其作為太田氏的居城。其後，佔領了伊豆和相模的後北條氏為了擴大勢力，開始進攻位於武藏的岩槻城，由太田資正抵抗其進攻。其後，在天文15年（1546年）爆發的河越夜戰結束後，後北條氏取得武藏大部份的領地，並且在永祿7年（1564年）趁資正不在城內的期間，北條氏康與資正長子太田氏資合謀放逐資正，導致岩槻城落入後北條氏的手中。永祿10年（1567年），氏資在上總國發生的三船山合戰中戰死，由於氏資無子，後北條氏便直接掌管岩槻城。天正8年（1580年），由北條氏直之弟太田源五郎繼任城主，在他逝世後則由另一弟弟太田氏房繼承。
天正18年（1590年），豐臣秀吉發動小田原征伐期間，氏房在小田原城協防，岩槻城則由宿老伊達房實負責，以約2,000人抵擋淺野長吉率領的2萬軍力，太田軍最終在死傷過半的情況下於數天後開城投降。

### 江戶時代
後北條氏滅亡後，德川家康入主關東，並且賜予德川氏譜代家臣高力清長2萬石的領地，讓其入主岩槻城。其後，城池先後成為青山氏、阿部氏、板倉氏、戶田氏、藤井松平氏、小笠原氏和永井氏等譜代大名的居城。江戶時代中期，江戶幕府第9任將軍德川家重派其側用人大岡忠光（大岡忠相的遠親）入主岩槻城，並且成為岩槻藩主，自此城池歷代均由大岡氏擔任城主直至廢藩置縣。

## 構造
城池建於元荒川的高原上，結構上是總曲輪式平城，雖然沒有天守，但是建有兩層瓦櫓作為本丸，其他地方亦建有兩層杮葺的二重櫓和一層杮葺的櫛形櫓。城池在中世紀是位處於鎌倉街道中的奧大道，近代史上則是日光御成街道。

## 岩槻城址公園
城池現址是岩槻城址公園（日语：／ Iwatsukijōshikōen），範圍幾乎包含整個岩槻區太田3丁目，又稱為御林公園（日语：／ Ohayashikōen）。最初，公園按照岩槻市的都市計劃公園而建成，當時叫作岩槻公園（日语：／ Iwatsukikōen），後來在與埼玉市合併的時候才加上城址二字，公園面積最初規劃是17.9公頃，而現在則是14.54公頃，公園內亦殘留城門、土方、曲輪和空堀等遺跡
公園內的水池上建有一座彎彎曲曲的橋，而北邊的廣場則有遊樂場、大片草地、小童人形的報時鐘和東武鐵道的特急用列車東武1720系電車中開往東武日光站的1726號的車頭。除此之外，公園內也有埼玉市民會館岩槻、岩槻城址公園棒球場、岩槻城址公園網球場和岩槻城址公民館等施設。此外，公園在每年4月上旬舉行屋台和盆栽買賣也會參與的櫻祭，在4月29日則舉行祈求兒童身心康泰的流雛，而在11月3日則在公園內西邊的人形塚舉行玩偶供養祭。

## 外部連結
- （日語）岩槻城